# George Newell
George Stephen Newell (* 27. Januar 1997 in Formby) ist ein englischer Fußballspieler.

## Karriere
George Newell wurde im Jahr 1997 als Sohn des ehemaligen Fußballspielers Mike Newell im englischen Formby, im Borough of Sefton direkt an der Grenze zu Liverpool gelegen geboren. Seine Fußballkarriere begann er in der Jugend des FC Everton für den bereits sein Vater spielte. Nach fünf Jahren bei den Toffees wechselte Newell zu den Bolton Wanderers. Nachdem er dort zunächst in der U23 gespielt hatte, debütierte er im April 2016 für Bolton in der zweiten englischen Liga gegen Hull City, als er für Emile Heskey eingewechselt wurde. Ein weiterer Einsatz folgte in der Saison gegen den FC Fulham. Im August 2016 wurde der Stürmer für ein Jahr an den AFC Fylde in die National League verliehen, bei dem er zweimal in der Liga zum Einsatz kam. Im Juli 2017 verließ der 20-Jährige Bolton und wechselte nach Schottland zum FC Motherwell.